# Hahncappsia corozalis
Hahncappsia corozalis là một loài bướm đêm trong họ Crambidae.